# Norman H. Matson
Pour les articles homonymes, voir Matson.
Norman H. Matson est un écrivain américain né le 30 octobre 1893 à Grand Rapids et mort le 18 octobre 1965 dans l'État de New York.